# La Revue dessinée
La Revue dessinée est une revue trimestrielle d'information en bande dessinée publiée en France depuis 2013.

## Description et histoire
La Revue dessinée parait en édition papier en librairie mais il existe également une version numérique en liseuse ou PDF.
Le premier numéro est paru en septembre 2013, après une campagne de financement participatif. 
Les membres fondateurs sont Franck Bourgeron, Olivier Jouvray, Kris, Sylvain Ricard, Virginie Ollagnier et David Servenay. Le graphisme et la direction artistique de la revue sont alors assurés par Elhadi Yazi.
En janvier 2016, l'équipe de La Revue dessinée annonce pour août 2016 la création d'un bimestriel destiné aux adolescents, intitulé Topo. À son lancement, les rédactrices-en-chef de cette nouvelle publication sont Laurence Fredet et Charlotte Miquel, et la direction artistique est assurée par Emma Huon-Rigaudeau et Cizo.
En mai 2018, La Revue Dessinée, associée à l’éditeur Le Seuil annonce qu'elle reprend Rollin Publications, qui publie les revues XXI et 6 Mois. En décembre 2018, dans Le Figaro, Franck Bourgeron annonce que la revue compte 7 500 abonnés.
En juin 2019, La Revue Dessinée édite (avec Delcourt) Algues vertes : L'Histoire interdite, une bande dessinée d'enquête d'Inès Léraud et Pierre Van Hove. Vendue à plus de 100 000 exemplaires, elle a été récompensée de nombreux prix dont le Prix du journalisme 2020 des Assises du journalisme ou un prix éthique de l'association Anticor. La Revue Dessinée poursuit par la suite son activité d'édition et de coédition, en parallèle du trimestriel, avec entre autres Cent mille ans : Bure ou le scandale enfoui des déchets nucléaires (2020) ou Capital & Idéologie (2022), adapté de l'essai éponyme de Thomas Piketty. Plusieurs éditions spéciales sont également publiées en partenariat avec d'autres médias d'investigation, notamment Mediapart : « Ne parlez pas de violences policières » (2020), Les enquêtes de Mediapart en bande dessinée (trois tomes depuis 2021) ou La présidence Macron : Sous enquêtes (2022).
En juin 2022, une déclinaison italienne, indépendante du titre français mais en accord avec celui-ci, est créée sous le nom de La Revue Dessinée Italia.
En 2024, la revue est rachetée par les éditions Casterman.

## La Revue des Cinés
Chaque trimestre depuis le n°5, La Revue des Cinés analyse un film. Voici la liste exhaustive des films présentés :
- N°5 : Le cabinet du Docteur Caligari, de Robert Wiene
- N°6 : Affreux, sales et méchants, d'Ettore Scola
- N°7 : Playtime, de Jacques Tati
- N°8 : Electra Glide in Blue, de James William Guercio
- N°9 : Tandem, de Patrice Leconte
- N°10 : Conte d'été, d'Éric Rohmer
- N°11 : Numéro zéros, de Raymond Depardon
- N°12 : pas de Revue des Cinés.
- N°13 : In the Mood for Love, de Wong Kar-wai
- N°14 : Le Mari de la coiffeuse, de Patrice Leconte
- N°15 : Pater, d'Alain Cavalier
- N°16 : La Femme d'à côté, de François Truffaut
- N°17 : Opération Dragon, de Robert Clouse
- N°18 : Laurel et Hardy
- N°19 : La Forteresse cachée, d'Akira Kurosawa
- N°20 : Les Dents de la mer, de Steven Spielberg
- N°21 : La Bataille d'Alger, de Gillo Pontecorvo
- N°22 : Le Fanfaron, de Dino Risi
- N°23 : Les dieux sont tombés sur la tête, de James Uys
- N°24 : pas de Revue des Cinés.
- N°25 : Phantom of the Paradise, de Brian de Palma
- N°26 : La Chinoise, de Jean-Luc Godard
- N°27 : Dawn by Law, de Jim Jarmusch
- N°28 : Rolling Thunder Revue, de Martin Scorsese
- N°29 : pas de Revue des Cinés.
- N°30 : Magnolia, de Paul Thomas Anderson
- N°31 : La Prisonnière du désert, John Ford
- N°32 : pas de Revue des Cinés.
- N°33 : Le Secret des poignards volants, de Zhang Yimou
- N°34 : The Big Lebowski, de Joel et Ethan Cohen
- N°35 : Bonjour, de Yasujirō Ozu
- N°36 : Call Me by Your Name, de Luca Guadagnino
- N°37 : Cry-Baby, de John Waters
- N°38 : Fitzcarraldo, de Werner Herzog
- N°39 : The Lobster, de Yórgos Lánthimos
- N°40 : Premier Contact, de Denis Villeneuve
- N°41 : L'Effrontée, de Claude Miller
- N°42 : Holy Motors, de Leos Carax
- N°43 : Ridicule, de Patrice Leconte
- N°44 : La Dernière Marche, de Tim Robbins
- N°45 : Moonlight, de Barry Jenkins
- N°46 : Nope, de Jordan Peele
- N°47 : La leçon de Piano, de Jane Campion
- N°48 : Lost Highway, de David Lynch

## Reportage en bande dessinée
La publication d'un reportage en bande dessinée permet, selon Benoit Collombat, un « journalisme augmenté ». Inès Léraud indique que la bande dessinée permet, par rapport au reportage radiophonique, de toucher un autre public et de se départir « de cette image de connivence avec le pouvoir » qui accompagne fréquemment la figure du journaliste.

## Récompenses
En avril 2015, le reportage « Dommages et intérêts » de Catherine Le Gall et Benjamin Adam, publié dans la revue, reçoit le prix du Meilleur article économique 2015, de la Banque de France, l'AJEF et Lire l'économie.

## Albums publiés
En parallèle de la revue trimestrielle, La Revue dessinée édite ou coédite régulièrement des ouvrages.
- Fabrice Arfi, Benoît Collombat, Thierry Chavant, Michel Despratx, Élodie Guéguen et Geoffrey Le Guilcher, Sarkozy Kadhafi : Des billets et des bombes, 2019
- Inès Léraud et Pierre Van Hove, Algues vertes : L'Histoire interdite, 2019
- Pierre Bonneau, Gaspard d'Allens et Cécile Guillard, Cent mille ans : Bure ou le scandale enfoui des déchets nucléaires, 2020
- Benjamin Adès et Hélène Constanty, Une Histoire du nationalisme corse, 2021
- La Revue Dessinée et Mediapart, Le monde merveilleux d'Amazon, 2022
- Claire Alet et Benjamin Adam, Capital & Idéologie, d'après le livre de Thomas Piketty, 2022
- La Revue Dessinée et Disclose, On leur vend des armes... et le pire c'est qu'ils s'en servent, 2022[14]
- Vertige. Dix ans d'enquêtes sur la crise écologique et climatique, 2023
- Inès Léraud et Pierre Van Hove, Champs de bataille, l'histoire enfouie du remembrement, 2024

La Revue dessinée coédite également avec les éditions La Découverte une collection intitulée Histoire dessinée de la France : vingt tomes qui associent à chaque fois un historien et un dessinateur.

## Reportages traduits
- (br) Olivier Hensgen et Daniel Casanave, Yes Scotland, Nadoz-Vor Embannadurioù, 2014.  (ISBN 9791093241043)
- (br) Olivier Bras et Jorge González, Allende, an emgann diwezhañ, Nadoz-Vor Embannadurioù, 2019.  (ISBN 9791093241081)